# Gouvernorat de Mafraq
Le gouvernorat de Mafraq est un gouvernorat de la Jordanie.

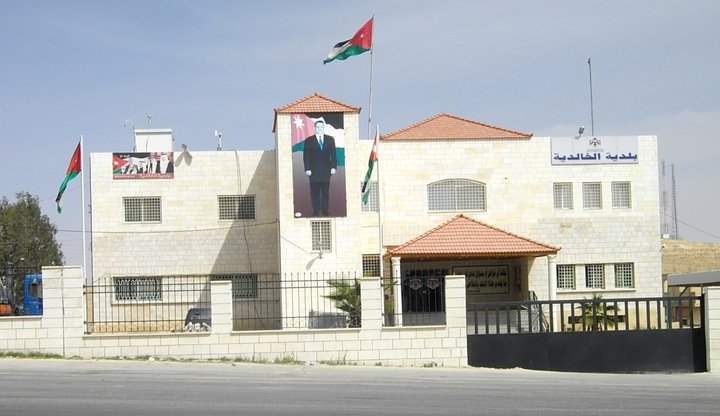
La mairie de la ville de Khalediyya